# Carvalhal Redondo e Aguieira
Carvalhal Redondo e Aguieira (llamada oficialmente União das Freguesias de Carvalhal Redondo e Aguieira) es una freguesia portuguesa del municipio de Nelas, distrito de Viseu.

## Historia
Fue creada el 28 de enero de 2013 en aplicación de una resolución de la Asamblea de la República de Portugal promulgada el 16 de enero de 2013 con la unión de las freguesias de Aguieira y Carvalhal Redondo, pasando su sede a estar situada en la antigua freguesia de Carvalhal Redondo.

## Demografía
| Gráfica de evolución demográfica de Carvalhal Redondo e Aguieira entre 2011 y 2021 |
|                                                                                    |
| Datos según el nomenclátor publicado por el INE portugués.                         |